# Wasiuki
Wasiuki (biał. Васюкі; ros. Васюки) – agromiasteczko na Białorusi, w obwodzie witebskim, w rejonie szarkowszczyńskim, w sielsowiecie Stanisławowo.

## Historia
W czasach zaborów wieś w granicach Imperium Rosyjskiego.
W dwudziestoleciu międzywojennym wieś leżała w Polsce, w województwie wileńskim, w powiecie duniłowickim (od 1926 postawskim), w gminie Łuck (od 1927 gmina Kozłowszczyzna).
Według Powszechnego Spisu Ludności z 1921 roku zamieszkiwało tu 189 osób, 12 było wyznania rzymskokatolickiego, 169 prawosławnego, a 8 mojżeszowego. Jednocześnie 12 mieszkańców zadeklarowało polską przynależność narodową, 166 białoruską, a 3 żydowską. Było tu 37 budynków mieszkalnych. W 1931 w 46 domach zamieszkiwało 208 osób.
Miejscowość należała do parafii rzymskokatolickiej w Szarkowszczyźnie i prawosławnej w Rymkach. Podlegała pod Sąd Grodzki w Duniłowiczach i Okręgowy w Wilnie; właściwy urząd pocztowy mieścił się w Szarkowszczyźnie.
W 1938 roku miejscowość należała do gromady Wasiuki gminy Kozłowszczyzna.